# 사이버 아마겟돈
사이버 아마겟돈(Cyber Armageddon)은 성경 요한 계시록에 나오는 종말의 전쟁 장소인 아마겟돈이라는 단어와 사이버라는 단어를 합성한 것이다. 단어가 의미하듯이 인터넷 상에서 인류가 불법적인 해커들의 공격으로 마치 가상의 아마겟돈에서 랜섬웨어와 같은 악성 소프트웨어를 가지고 전쟁을 하고 있는 모습을 강조하는데서 비롯되었다. 가상세계의 디지털 사태가 이제는 현실세계로 변환되어 실재적인 혼란의 위험한 사태가 벌어진 것이다. 2017년 5월 13일 러시아와 유럽에서 융단폭격처럼 일어난 이번 사태는 통신으로 온 세계가 연결되는 '초연결사회'가 어떤 위험을 안고 있는지 적나라하게 드러냈다. 소수의 공격으로 세계가 마비될 수 있는 ‘사이버 아마겟돈(Cyber Armageddon)’의 경고였다. 특히 금융ㆍ유통 등 주요 거래부터 전력ㆍ국방 등 기간시설까지 전산으로 연결된 현대 사회에선 "초연결사회가 초위험사회나 마찬가지"라는게 전문가들의 지적이다. 테러리스트들이 국가 전산망을 장악해 교통신호부터 전력ㆍ수도 시스템까지 교란시킨다는 영화 ‘다이하드 4’의 내용이 실제로 일어날 수 있다고 한다.